# OBERIU

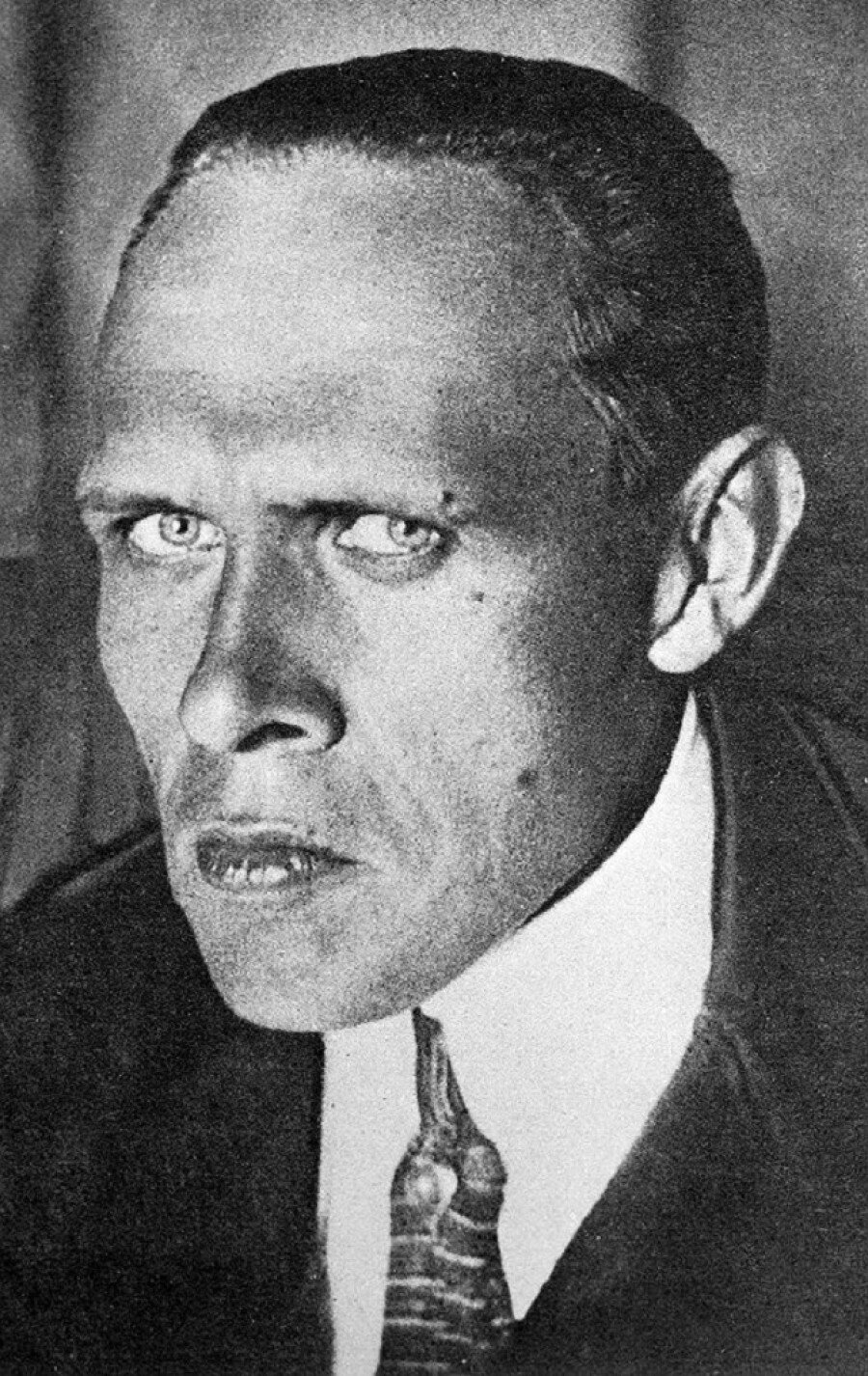
Daniil Charms

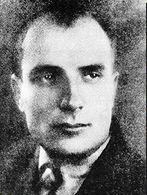
Nikolaj Olejnikow

OBERIU (Russisch: ОБЭРИУ - Объединение реального искусства, Objeedinenije realnogo iskoesstva „Vereniging van reële kunst“) was een Petersburgse avant-gardistische, experimenteel-literaire groepering in de jaren twintig.

## Oprichting en gedachtegoed
OBERIU werd 1926 opgericht door Daniil Charms, Aleksandr Vvdenski en Nikolaj Zabolotski. Voor een tijdje maakte ook Konstantin Vaginov deel uit van de groep, nauw ermee verbonden waren Jevgeni Schwartz en Nikolaj Olejnikov, welke laatste veel van hun werk zou publiceren. De groep kreeg actieve steun van de schilders Kazimir Malevitsj en Pavel Filonov. De ‘Oberiuten’ werden weinig gedrukt, waardoor ze hun toevlucht zochten in theaterhappenings. Van een gepland eigen theater kwam echter niets terecht.
In januari 1928 verscheen hun Manifest Obériu, vooral het werk van Zabolotski. Hun doel was een artistieke revolutie door te voeren, parallel aan de politieke revolutie. Ze waren beïnvloed door de futuristen en door Vladislav Chodasevitsj en Velimir Chlebnikov, maar zetten zich af tegen de ‘zaum’-poëzie van de laatste en van Kroetsjonych. Alhoewel ze het woord niet gebruikten pleitten ze voor absurde kunst. De groep zette zich af tegen de logica in de kunst, ze gaven het traditionele denken op en zochten hun toevlucht in het “natuurlijke denken” (associatief). Ze willen geen “zin” geven aan de dingen of orde scheppen in de chaos, geen consequente handeling, hoofdfiguren hebben geen identiteit. De mens is vervreemd en leidt een zinloos bestaan. Er spreekt een tragisch en vertwijfeld gevoel uit hun werken, met hier en daar ook kritiek op de actuele situatie.

## Einde van de groep
Toonaangevende literatuurfunctionarissen maakten al snel ernstig bezwaar tegen de publicaties van OBERIU. De doodsteek kwam toen ze in 1930 beschuldigd werden van protest tegen de dictatuur van het proletariaat. Aldus werden ‘de laatste scherven van het postrevolutionaire Sovjetmodernisme aan diggelen geslagen’ (Samoeil Marsjak). Charms en Vvedensky konden nog een tijdlang “vluchten” in de kinderliteratuur, waar zij hun natuurlijk denken konden botvieren, maar in 1937 werden beiden (alsook Olejnikov) alsnog gearresteerd. Ze vonden de dood in een strafkamp. Zabolotski verdween voor tien jaar uit de Sovjetliteratuur.
In de jaren zeventig vond OBERIU weer nieuwe opvolgers, onder meer in Vladimir Kazakov en Andrej Amalrik.

## Leden
- Igor Bachterev (1908 - 1996)
- Daniil Charms (1905 - 1942, in de gevangenis verhongerd)
- Boris Levin (1904 - 1942)
- Klimento Minz (1908-1995)
- Aleksandr Razoemovski (1907–1980)
- Nikolaj Zabolotski (1903 - 1958)
- Konstantin Vaginov (1899 - 1934)
- Joeri Vladimirow
- Alexander Vvedenski (1904 – 1941, gestorven tijdens een gevangenentransport)

De groep werd actief gesteund door o.a.:
- Nikolaj Olejnikow (uitgever van kinderboeken,in 1937 door de NKVD geëxecuteerd).
- Jevgeni Schwartz (1896-1954, schrijver van toneel, satires en sprookjes)
- Leonid Lipavski (avantgardistisch schrijver, lid van de groepering 'Tsjinari', in 1941 in de oorlog gesneuveld).